# 잉크

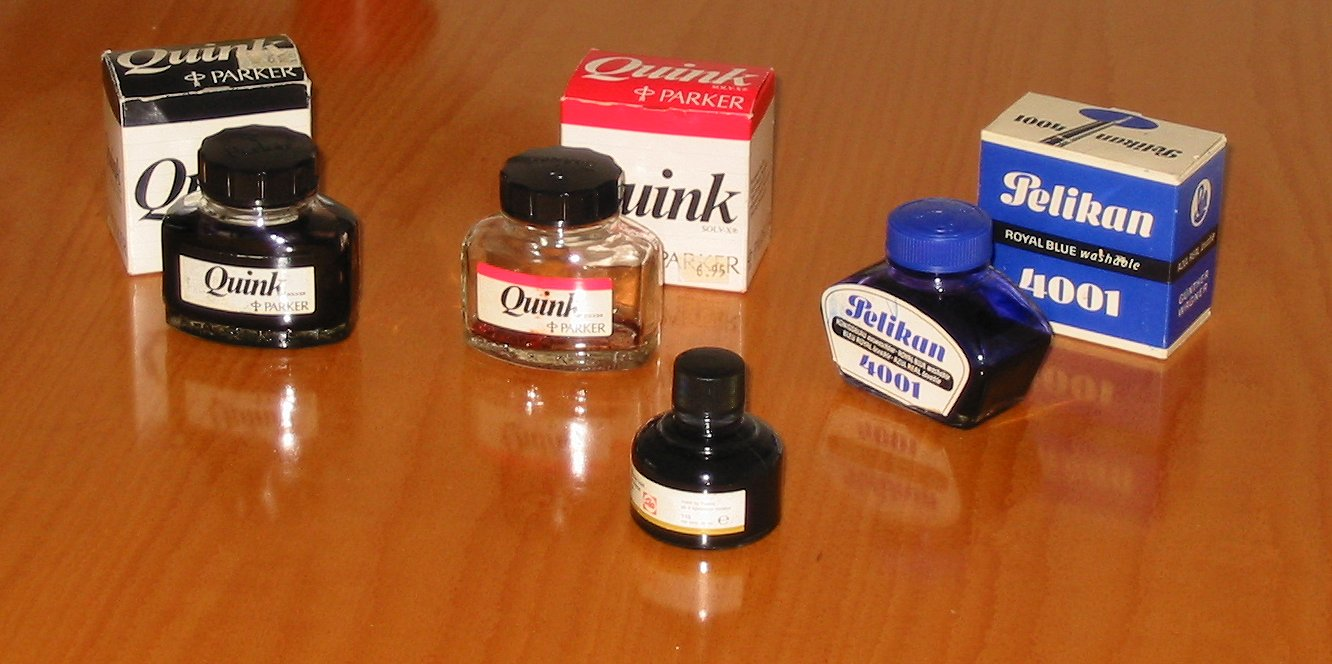
여러 색깔의 잉크.

잉크(ink)는 필기, 인쇄에 사용하는 액체를 뜻한다. 여러 가지 빛깔이 있다. 주로 액체 상태이나, 분말이나 반죽 상태인 것도 있다. 크게 필기용 잉크와 인쇄용 잉크로 나뉜다.
잉크는 용제, 안료, 염료, 수지, 윤활제, 가용화제, 계면활성제, 입자상 물질, 형광체 및 기타 재료로 구성된 복잡한 매체일 수 있다. 잉크의 구성 요소는 다양한 용도로 사용된다. 잉크의 캐리어, 착색제 및 기타 첨가제는 잉크의 흐름과 두께, 그리고 잉크의 건조한 외관에 영향을 미친다.

## 역사
전 세계의 많은 고대 문화에서는 쓰고 그릴 필요가 있기 때문에 잉크를 독립적으로 발견하고 공식화했다. 잉크 생산을 위한 조리법과 기술은 고고학적 분석이나 서면 텍스트 자체에서 파생된다. 모든 문명에서 가장 초기의 잉크는 불의 부산물로 쉽게 수집되는 일종의 그을음인 등불로 만들어졌다고 믿어진다.
잉크는 적어도 기원전 26세기부터 고대 이집트에서 파피루스에 글을 쓰고 그림을 그리는 데 사용되었다. 이집트의 빨간색과 검은색 잉크에는 인산염, 황산염, 염화물, 카르복실산염 이온 외에 철과 황토가 안료로 포함되었으며, 납도 건조제로 사용되었다.
최초의 중국 잉크는 4천년 전, 즉 중국 신석기 시대까지 거슬러 올라간다. 여기에는 흑연과 같은 재료를 기반으로 한 식물, 동물 및 광물 잉크가 포함되었다. 이것들을 물로 갈아서 잉크 브러시로 발랐다. 현대 잉크스틱과 유사한 최초의 중국 잉크에 대한 직접적인 증거는 전국 시대 말인 기원전 256년경에 발견된다. 그을음과 동물성 접착제로 생산된다. 종이나 비단에 그림을 그리거나 그림을 그리는 데 선호되는 잉크는 수령 50~100년 사이의 소나무 수지에서 생산된다. 중국의 먹은 생선 아교를 사용하여 생산되는 반면, 일본 아교는 소나 사슴을 사용하여 생산된다.
인도 잉크는 중국에서 발명되었지만 재료는 종종 인도에서 거래되었으므로 이름이 붙여졌다. 중국의 전통 잉크 제조 방법은 가죽 아교, 카본 블랙, 등잔, 뼈 검정 안료의 혼합물을 막자와 절구로 갈아서 도자기 접시에 부어 건조시키는 것이었다. 건조한 혼합물을 사용하려면, 다시 액화될 때까지 젖은 브러시를 바른다. 인도 잉크 제조는 Cao Wei 왕조 (220-265 AD)에 의해 확립되었다. 카로스티어로 잉크로 쓴 인도 문서가 신장 자치구에서 발굴됐다. 잉크와 뾰족한 바늘로 글을 쓰는 관행은 초기 남인도에서는 흔했다. 인도의 여러 불교 경전과 자이나교 경전이 잉크로 편찬되었다.

## 인쇄 잉크
물체에 채색을 주는 경우, 염료나 안료가 그 물체에 잘 묻고 또 고정이 필요하다. 이의 대표적인 것이 도료이며, 그 중에서 종이를 채색의 대상으로 하는 것이 인쇄잉크이다. 도료의 기능은 색채를 부여하는 외에도 얇은 피막을 이루어 도장한 물체 표면을 덮어 보호한다. 그 때문에 도료베이스(展色劑)로서 여러 가지 고분자 물질이나 유지류가 사용되며, 여기에 착색제로서 여러 가지 안료가 혼합된다. 인쇄잉크도 마찬가지로 종이에 잘 먹도록 전색제(展色劑：vehicle)로서 유지와 같은 고분자물질이 사용되며, 안료가 이 물질에 미립자 상태로 잘 분산되도록 롤러나 믹서로 잘 혼합시킨 것이다. 그러나 인쇄에는 여러 가지 방식이 있고, 인쇄방식에 따라 요구되는 인쇄잉크의 성질에도 다소의 차이가 있으므로 요구에 따라서 여러 가지 첨가제를 넣어 용해·혼합하고 있다.

## 인쇄의 형식과 잉크
인쇄의 방법은 보통 인쇄잉크를 종이 등의 인쇄물에 옮기는 판의 형식에 따라 다음의 3종류로 나뉜다.

### 철판
인쇄되는 판의 부분이 철부(凸部)로 되어 있고, 철부에 묻은 잉크가 롤러에 의해서 판에 밀착된 종이에 옮겨지는 것이다. 활자를 인쇄하는 활판이나 사진판·선화철판(線畵凸板) 등이 있으며, 사진 등의 농담(濃淡)은 크기가 다른 망점으로 표현된다. 잉크로는 바니시를 주체로 한 전색제(展色劑)로 안료를 반죽하여 적당한 끈기를 준 것이 사용된다. 전색제에는 바니시 외에 광유(鑛油) 등도 사용되며, 또 인쇄물에 광택을 주기 위해서 유용성(油溶性)의 페놀수지나 알키드수지를 가하는 경우가 있다.

### 평판
판에는 요철(凹凸)이 없으며, 인쇄되는 부분에 만 잉크가 묻고 다른 부분은 잉크가 묻지 않도록 되어 있다. 대표적인 것에 오프셋이 있으며, 이것은 판에서 직접 종이에 인쇄하는 것이 아니고 고무롤러를 매체로 하고 있다. 잉크는 일단 판에서 고무롤러로 옮겨지고(off), 그것이 종이에 인쇄(set)된다. 철판과 마찬가지로 종이에 먹어드는 잉크의 양은 가감이 되지 않으므로 사진 등의 농담은 망점의 크기로 표현된다. 사용하는 잉크는 철판의 것과 똑같은 것이나, 특히 평판에서는 용기를 거꾸로 해도 흘러나오지 않을 정도의 끈기가 있어야 하고, 또한 블랭킷이나 롤러 위에 잘 퍼져야 한다는 점이 요구된다.

### 요판
철판과는 반대로 판의 잉크가 묻는 부분이 오목하게 되어 있어, 그 부분에 담겨 있는 잉크를 종이에 옮기는 방식이다. 철판이나 평판과 달리 잉크의 양은 요부의 깊이로 가감되므로 사진이나 그림의 농담은 잉크의 양으로 표현되고 계조(階調)도 풍부하며 깊이 스며드는 인쇄가 가능하다. 그라비아 윤전기가 그 대표적인 것이다. 요판용의 잉크는 철판이나 평판과 달리 유동성이 강한 것이 사용된다. 이것은 필요한 잉크를 요부에 남기고, 판 위의 여분의 잉크가 종이에 옮겨지기 때문이다. 이와 같은 잉크로서는 천연 또는 합성수지(페놀수지·요소수지·멜라민수지 등)를 알코올이나 톨루엔 등의 끓는점이 낮은 용제에 녹인 것을 전색제로 하고, 여기에 안료를 혼합해서 만든다.

## 천연색 인쇄
인쇄에서 천연의 색을 내려고 할 경우 원고가 가지고 있는 여러 가지 색의 잉크를 모두 사용하는 것은 아니다. 보통은 원고의 색을 3원색으로 분해 촬영하고, 그물눈 스크린을 써서 각각 망점으로 제판한 3개의 판을 만든다. 이것을 차례차례로 겹쳐서 인쇄함으로써 원고의 색을 내는 것이다. 따라서 잉크는 3원색만 있으면 충분하고, 인쇄 화면을 확대해 보면 3가지 단색의 작은 망점이 적당히 배합되어 원고의 색조를 내는 것이다. 원리는 이와 같이 3원색만 있으면 천연의 색이 나오는 것이지만, 실제로는 세부의 흑(黑)을 표현하여 상태를 치밀하게 하기 위해 흑(黑)을 한 판 더 추가한 4색쇄가 보통이다. 또 잉크의 종류에 의해 색의 표현 범위가 한정되기 때문에, 더욱 정교한 색조를 중시하는 경우에는 중간의 색판을 추가한 다색쇄를 하는 경우도 있다.

## 같이 보기
- 잉크 카트리지
- 토너
- 먹

## 참고 문헌
- 이 문서에는 다음커뮤니케이션(현 카카오)에서 GFDL 또는 CC-SA 라이선스로 배포한 글로벌 세계대백과사전의 내용을 기초로 작성된 글이 포함되어 있습니다.